# إقليم الفقيه بن صالح
إقليم الفقيه بن صالح هو إقليم في جهة بني ملال خنيفرة في المغرب. بلغ عدد سكانه في عام 2014 ما يقارب 502827 نسمة. يغلب عليه الطابع الريفي ويوجد في جهة بني ملال خنيفرة . يستمد الإقليم اسمه من المدينة الرئيسية به، الفقيه بنصالح.

## تاريخ
تم إنشاء إقليم الفقيه بنصالح في عام 2009 - المرسوم رقم 2-09-319 الصادر في 11 يونيو - باقتطاعه من إقليم بني ملال.

## جغرافيا
تبلغ مساحة إقليم الفقيه بنصالح، 3250 كم²، ويقع شمال غرب تادلة أزيلال ويُحد ب:
- إلى الشمال من إقليم خريبكة (جهة بني ملال خنيفرة)
- إلى الشرق من إقليم بني ملال والجنوب إقليم أزيلال (جهة بني ملال خنيفرة)
- إلى الغرب إقليم قلعة السراغنة (جهة مراكش أسفي) وإقليم سطات (جهة الدار البيضاء سطات).

## السكان
وفقا لأحدث بيانات التعداد البلدية، إذا كان الإقليم موجود آنذاك، فإنه كان سيضم 433.625 نسمة في عام 1994 و457.513 نسمة في عام 2004، بما في ذلك:
- سكان المناطق الحضرية من 133.994 نسمة في عام 1994 و154.961 في عام 2004؛
- سكان المناطق الريفية من 299.631 نسمة في عام 1994 و302.552 في عام 2004؛

في عام 2010، قدر عدد سكانها 463.000 نسمة.

## تقسيم إداري
وفقا للتقسيم الإداري في يونيو 2009، كما تطورت من في أكتوبر 2010، وتتكون إقليم صلاح بن الفقيه من 16 بلدية، بما في ذلك ثلاث مناطق حضرية (أو البلديات): الفقيه بنصالح، وهي عاصمة الإقليم: كما اولاد عياد وسوق السبت اولاد النمة.
وترد البلديات الريفية 13 إلى 10 قيادات أنفسهم تعلق على ثلاث دوائر:
- دائرة بني موسى الشرقية:
  - قيادة بني موسى: سيدي حمادي وأولاد بورحمون،
  - قيادة سيدي عيسى: سيدي عيسى بن علي،
  - قيادة أولاد زمام: أولاد زمام؛
- دائرة الفقيه بن صالح:
  - قيادة بني أمير: كريفات،
  - قيادة بني الأمير الشرقية: اهل مربع والخالفية،
  - قيادة برادية: برادية،
  - قيادة بني وكيل: بني شڭدال وبني وكيل؛
- دائرة بني موسى الغربية:
  - قيادة دار ولد زيدوح: دار ولد زيدوح،
  - قيادة أحد بوموسى: أحد بوموسى،
  - قيادة أولاد ناصر: أولاد ناصر.